# ملغم

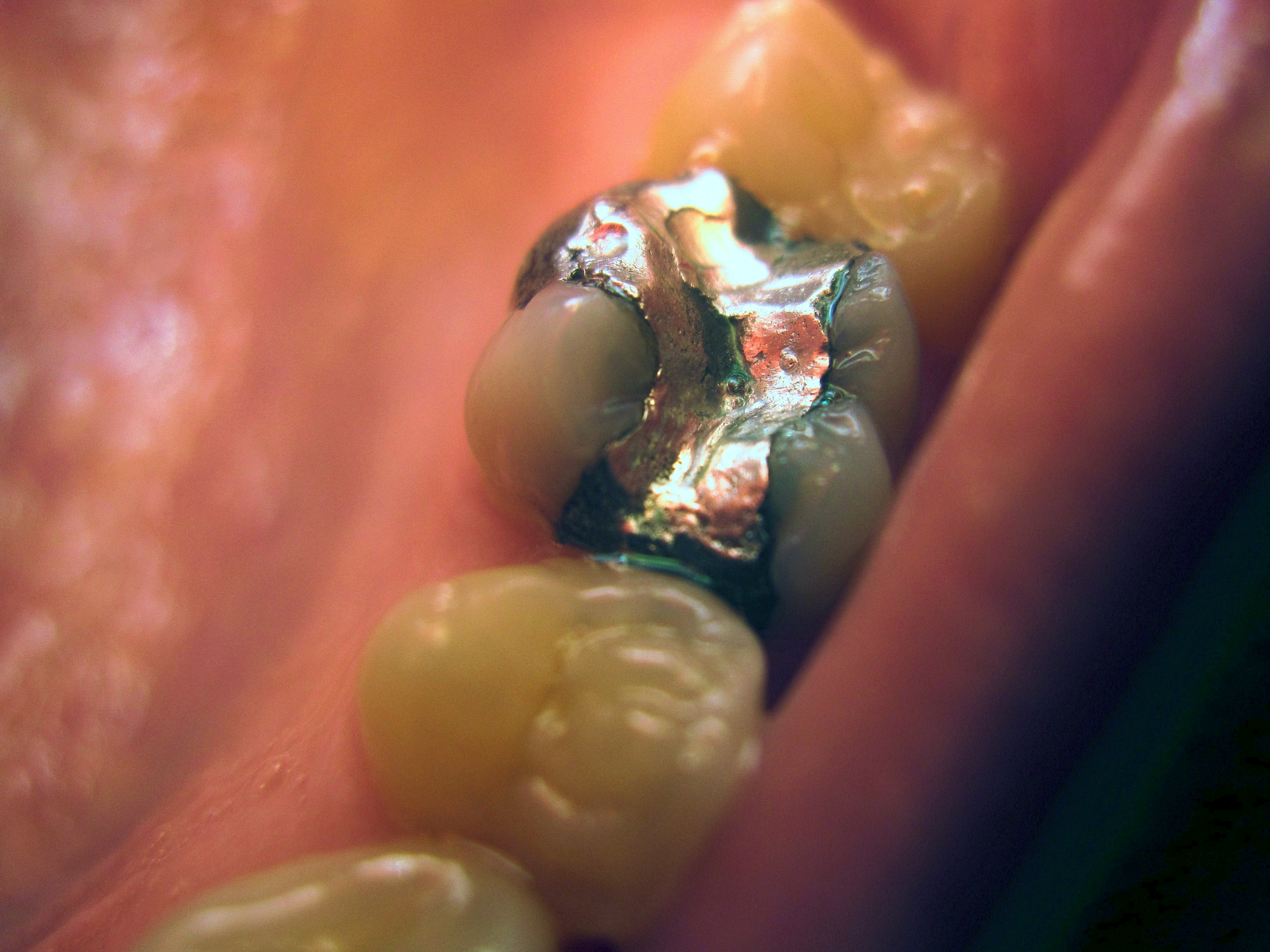
المُلغَم (حشوة فضية) على الرحى الأولى

المُلْغَم أو المَلْغَم أو الأملغم أو المُمَلغم (بالإنجليزية: amalgam)‏ هو أشابة من الزئبق ومعادن أخرى. يتكون عادة من الزئبق (50٪)، والفضة (22%-32%)، والقصدير (14%)، والنحاس (8%) وغيرها من بقايا المعادن. وقد تم توثيق المُلغَم في طب الأسنان خلال النص الطبي لأسرة تانغ؛ كتبه سو كانغ عام 659و ظهر في ألمانيا عام 1528. في عام 1800 أصبح المُلغَم هو المادة الفضلى في الحشوات المستخدمة في طب الأسنان نظراً لانخفاض كلفته، وسهولة تطبيقه، وقوته ومتانته، وفي الآونة الأخيرة، قلت شعبيته إلى حد ما وذلك لعدة أسباب أهمها: القلق حول علم الجمال، وأثره البيئي، وأثره على الصحة، وقدرتنا على تحسينه، وإمكانية الاعتماد عليه. ومما زاد الجدل حول استخدامه هو القلق حول سمية الزئبق المكون له.

## تاريخ الاستخدام
هناك مؤشرات وفقاً لجير بجوركلند على أن المُلغَم تم استخدامه أولاً من قبل أسرة تانغ في الصين (618-907قبل الميلاد)، وفي ألمانيا بواسطة ستروكيروس في حوالي 1528. وهناك دليل على أن المُلغَم الذي ظهر أولاً عن طريق النص الطبي لأسرة تانغ حسين حسين بن تاسو المكتوب بواسطة سو كانغ عام 659، مصنوع من القصدير والفضة. غير أن السجلات التاريخية تظهر أن المُلغَم استخدم في عهد سبق أسرة تانغ. وتبين أنه في عهد أسرة مينغ تم نشر مكونات المزيج الفضي لأول مرة، وكتب نصه بواسطة لو وين تاين عام 1505 حيث ذكر أنه مكون من «100 سهم من الزئبق، 45 سهم من الفضة، 900 سهم من القصدير».
وكان المُلغَم موضوع للخلافات المتكررة منذ أن تمت معرفته بالعالم الغربي في 1830بسبب ما يحويه من الزئبق.حيث كان المُلغَم القديم يصنع من خلط الزئبق مع برادة من عملات الفضة.
في عام 1833 جلب اثنين من مواطني إنجلترا؛ إدوارد كروكور وابن أخيه موسى كروكور (يشار إليهما خطأً «بالإخوة كروكور»)المُلغَم إلى الولايات المتحدة، وفي عام 1844 أظهرت التقارير أن خمسين في المئة من حشوات الأسنان في شمال ولاية نيويورك كانت من المُلغَم، ومن هذه النقطة أعلن أن استخدام المُلغَم من الممارسات الخاطئة؛ حيث قامت الجمعية الأمريكية لجراحي الأسنان - وفقط جمعيات الأسنان في الولايات المتحدة- بإجبار كل أعضائها للتوقيع على تعهد بالامتناع عن استخدام حشوات الزئبق وكان هذا التوقيع هو بداية ما يعرف بحرب المُلغَم في طب الأسنان.
وانتهى هذا النزاع في عام 1856 عندما حلت الجمعية القديمة وتأسست الجمعية الأمريكية لطب الأسنان في مكانها عام 1859، والتي بدأت منذ ذلك الحين بالدفاع عن المُلغَم ضد المزاعم بأنه خطر من الناحية الصحية.
إن نسبة الزئبق في الخليط المعدني المتبقي في المُلغَم لم تكن دائماً 50:50، إذ إنها وصلت إلى 66:33 في عام 1930.وبقيت النسبة التقريبية بين المعادن الأخرى المستخدمة في المُلغَم السني متغيرة للغاية.إن المُلغَم التقليدي (أو غاما 2) تحتوي على 32٪ من الفضة، و 14٪ من القصدير، وهي أكثر عرضة للتآكل بسبب المحتوى القليل من النحاس، أما المُلغَم السني غير غاما 2التي صنعت بهذه الطريق وجد بأنها تخرج مستويات كبيرة من بخار الزئبق مقارنة مع المُلغَم التقليدي.إذن؛ فالمُلغَم هي المادة السنية التي لها أقوى ميل لتكوين تيار غلفاني وجهد كهربائي عالي كلما زاد عمرها [بحاجة لمصدر]، ويتسارع معدل إخراجهاللزئبق مع التآكل عندما تكون حشوة المُلغَم على اتصال مع البقايا القديمة أو المصنوعات الذهبية الموجودة في الفم.
في عام 2008 تداولت السويد والنرويج والدنمارك حظر زئبق المُلغَم السني في الحشوات المركبة. ومنذ 1 أبريل 2008 منع أطباء الأسنان في الدنمارك من استخدام الزئبق في الحشوات عدا حشوة السطح لضرس المضغ في أسنان (الكبار) الدائمة، وأما المُلغَم السويدي تم حظره لكل من القضايا البيئية والصحية وفقاً للسلطات السويدية.

## ضبط رد فعل المُلغَم
المُلغَم له نوعين من المساحيق/ السبائك كالمُلغَم قليل النحاس والمُلغَم عالي النحاس. وهذه مراحل مختلفة خلال ضبط رد الفعل:
```
γ=Ag
3
Sn (مسحوق من أقوى المراحل)
γ1=Ag
2
Hg (مرحلة نوبل، المكون الرئيسي لمجموعة المُلغَم)
γ2=Sn
7–8
Hg (أضعف المراحل، تسبب التشويه والتآكل لذلك غير مرغوب فيها)
β=AgSn
η=Cu
6
Sn
5

ε=Cu
3
Sn
```

[ملاحظة: خصائص المُلغَم المصلب تعتمد على النسبة من مراحل التفاعل، إذا كان هناك المزيد من Ag3Sn يزيد من قوة المُلغَم. أما مرحلة الغاما 2 هي أضعف عنصر والأقل استقراراً للتآكل]

### 1. سبائك قليلة النحاس
مسحوق السبائك + الزئبق ← سبائك الزئبق + (جزيئات السبائك غير المتفاعلة)
مثال: (Ag3Sn+AgSn) + Hg>Ag2Hg3+Sn7–8Hg3 + (Ag3Sn+AgSn)
مثال:γ+β) + Hg → γ1+γ2) (جزيئات السبائك غير المتفاعلة)

### 2. سبائك عالية النحاس
في السبائك عالية النحاس تضاف كمية كبيرة من النحاس لتحسين الخواص الميكانيكية ومقاومة التآكل والسلامة الثانوية، ولها نوعين:
1- سبائك ممزوجة: [ اثنين من المساحيق مع محتويات مختلفة تخلط مع الزئبق] .
2- مجموعة / أو مكون واحد من السبائك: [واحد من المساحيق متوافر بدلاً من اثنين (لهذا السبب يعتبر مجموعة) يخلط مع الزئبق].

### ضبط رد فعل السبائك الممزوجة
يتم عن طريق خلط 1/3 جزيئات عالية النحاس و 2/3 من سبائك القصدير والفضة (جزيئات مقصوصة ذات محتوى نحاس قليل)، حيث يتجنب النحاس القصدير ليتفاعل مع الزئبق ويتجنب مرحلة غاما 2 (أضعف مرحلة) لتكوينCu6Sn5 (مرحلة إيتا).
2/3 من سبائك القصدير-الفضة+1/3 سبيكة منصهرة←الزئبق سبائك الفضة + هالة من Cu6Sn5+ جزيئات غير متفاعلة من السبائك المنصهرة.
مثال:
2/3 (Ag3Sn+AgSn) + 1/3 (AgCu)+Hg → Ag2Hg3 + Cu6Sn5+unreacted (Ag3Sn+AgSn)+unreacted (AgCu)
مثال:
2/3 (γ+β) + 1/3 eutectic alloy+Hg → γ1 + η + unreacted (γ+β)+unreacted eutectic alloy.
إن الهدف الأساسي من إضافة سبيكة منصهرة من النحاس هي تجنب تفاعل القصدير مع الزئبق وتفاعله مع النحاس.. وبذلك منع تكون Sn7–8Hg (أو مرحلة غاما 2) المسؤولة عن التشويه والتآكللذلك تقلل من نفس الخاصية. وهناك مرحلة جديدة تشكلت بسبب ربط النحاس والقصدير تدعى مرحلة η (إيتا)؛ التي تفيد لاحقاً بالتفاعل مع الجزيئات غير المتفاعلة من AgSn لتكوين مرحلة غاما 1و بالتالي تشكيل متسلسلة.

### مجموعة / أو مكون واحد من السبائك
إن مسحوق واحد يضاف إلى الزئبق بحيث يحتوي على جميع مكونات مساحيق السبائك الممزوجة التي تستخدم 2 من المساحيق، من هنا اشتق الاسم، بالإضافة إلى ذلك يضاف الإنديوم/البلاديوم بكميات صغيرة.
Ag-Sn-Cu + Hg → Cu6Sn5 + Ag2Hg3+ underacted powder.
مثال:
(γ β ε) + Hg → η + γ1 + (γ β ε)
إن الفرق في مرحلة إيتا للسبائك الممزوجة أو السبائك وحيدة التركيب؛ أن السبائك وحيدة التركيب لبلورات Cu6Sn5 تكون أكبر وشكلها عصوي أكثر من السبائك الممزوجة، ويضاف النحاس أيضاً لوحيدة التركيب الذي يسبب إزالة مرحلة غاما 2.إذ تسبب هذه المرحلة تآكل وتشوه دائم للملغم وإذا قمت بإرسال هذا المُلغَم بكميات كبيرة ستتكون ظاهرة من التشوه تسمى «الزحف». لذا فإن النحاس يقلل من كمية الزحف من خلال تجنب مرحلة غاما2التي تبدأ التآكل من السطح المرمم وليس من مركز الترميم، ولأنه يخترق مركز المُلغَم من السطح فإنه يدعى بـ «النوع الاختراقي للتآكل». ولا ننسى بأن النحاس المنخفض يحدث له تآكل اختراقي بشكل غير مباشر لانخفاض المحتوى من النحاس وبشكل مباشر لارتفاع المحتوى من القصدير، مما يجعله أكثر مسامية وإسفنجية يوماً بعد يوم، وبذلك تقلل من قوتها الميكانيكية مقارنة مع المُلغَم مرتفع النحاس.

### المُلغَم مقابل بوليمرات المادة الصمغية
يتحمل المُلغَم مدى واسع من ظروف الموقع السريرية، ولديه قدرة معتدلة لتحمل وجود الرطوبة في الموقع، مقارنة بالتقنيات اللازمة لتثبيت المادة الصمغية فهي أكثر حساسية لعوامل كثيرة وتتطلب «الحذر الشديد».
الزئبق له خصائص العامل على تثبيط نمو البكتيريا بينما بوليمرات الميتاكريليت (على سبيل المثال:TGEMA، ثلاثي إثلين جلايكول ميتاكريليت) التي تشكل المصفوفة لمكونات المادة الصمغية «تحفز نمو الكائنات الحية». وفي دراسة أجراها كازا بيا في البرتغال (1986-1989) حيث وضع 1748 ترميم خلفي وفشل 177(10.1%) منها أثناء الدراسة، إذ وجد بأن التسوس الجانبي المتكرر كان السبب الرئيسي في فشل كلا المُلغَم والترميم الممزوج بما نسبته 66٪(32/48) و 88٪(113/129) على التوالي. في حين اعتبر انكماش البلمرة (الانكماش الذي يحدث خلال عملية العلاج المركب) هو السبب الرئيسي للتسرب الثانوي بعد الجراحة.
ومن الأسباب أن التي أبقت على استخدام المُلغَم كمادة للترميم الخلفي فوق القاعدة المركبة للمادة الصمغية هي تجربته لأطفال إنجلترا الحديثة (NECAT)، وهذه التجربة عشوائية محكمة خرجت بنتائج تتفق مع التقارير السابقة التي تشير إلى أن طول عمر المُلغَم هو أكبر من القاعدة للمادة الصمغية في الأسنان الأولية وتركيب الأسنان الدائمة، كما أن الكومبومر يحتاج سبعة أضعاف للاستبدال، والكومبوزيت يحتاج سبعة أضعاف ما يحتاحه التصليح.
هناك بعض الظروف يكون فيها المزج أفضل من المُلغَم فعندما يكون هناك تركيبة أكثر تحفظاً، وهو (المزيج) مادة ترميمية منصوح بها في حالات الترميم الصغير للإغلاق حيث لا ينصح بالمُلغَم لأنه يتطلب إزالة بنية الأسنان الصحية وكذلك في مواقع المينا وعلى رأس المرتفعات  لأغراض تجميلية، وبذلك فإن المزيج يفضل في حالة الحاجة الملحة للترميم في الجزء المرئي من الأسنان.

## سمية ملغم الأسنان
أكبر المخاوف من سمية المُلغَم هو احتمالية التسمم بالزئبق عند استخدامه كمادة في حشوة الأسنان، في حين أن المنظمات الصحية والمهنية الكبرى تعتبر المُلغَم بأنه آمن، وما زال النقاد يرون أن له آثار سلبية تجعلها غير آمنة سواء بالنسبة للمريض أو ربما أكثر لمهنيي الأسنان لاستخدامه في الترميم. ووجدت الدراسة التي أجراها مكتب أبحاث علوم الحياة أن الدراسات على بخار الزئبق والمُلغَم السني زودتنا بمعلومات غير كافية لتعريف الخلاصة  ، وحددوا العديد من «فجوات الأبحاث» تشمل: دراسات محكومة جيداً باستخدام مقاييس محددة تقيم إذا ما كان التعرض لبخار الزئبق بمستوى منخفض يسبب تسمم في الأعصاب أو تأثير عصبي، ودراسة عن التعرض لكلا HgO وميثيل الزئبق، ودراسات على تعرض الرحم لـ HgO، ودراسات مهنية عن [العاملات الحوامل] مع معرفة التعرض لـHgO، ودراسات عن امتصاص Hg2+ من قبل القناة الهضمية للأطفال حديثي الولادة من حليب الثدي، ودراسات عن «ملاحظة أطباء الأسنان الأخصائيين لزيادة في أمراض الكلى، وعدم الاستقرار العاطفي، واحمرار الوجه، والخلل الوظيفي الرئوي، أو غيرها من الخصائص المهنية للتعرض لـHgO»، ودراسات إذا كان هناك وجود «احتمالية للاختلاف بين الجنسين» أو «الأسس الجينية للحساسية من التعرض للزئبق». بعض أطباء الأسنان يوصي بإزالة حشوات الأسنان الفضية لأسباب صحية وجمالية، وتلك الإزالة تتطلب التعرض لبخار الزئبق الذي يتم إخراجه خلال هذه العملية، ولا ننسى بأن المُلغَم يساهم في سمية الزئبق في البيئة.

## تعدين المُلغَم
لعمل حشوة المُلغَم، يصنع طبيب الأسنان سبيكة الفضة عن طريق مزج كميات متساوية (بالوزن)، وذلك عن طريق حلاقة السبائك بالزئبق السائل بالهاون والمدقة.إن سبيكة الزئبق عادة تتكون من 40-70٪ Ag، 0-30٪ Sn، 2-40٪ Cu، 0-2٪ Zn.و يحزم أطباء الأسنان المُلغَم البلاستيكي- قبل التقدم في العمر- في تجاويف حيث يتمدد المُلغَم ~0.1٪ خلال 6-8 ساعات عن طريق الشيخوخة البطيئة.
```
γ-Ag
3
Sn + Hg → Ag
2
Hg
3
 + Sn
7
Hg
```

كما أن الحشوات غير المعدنية المركبة عادة ما تكون 1-5 مايكرون جزيئات سيليكات الزجاج مربوطة من خلال المادة الصمغية لميتاكريليت بالأشعة فوق البنفسجية المعالجة.

## وصلات خارجية
- Position Paper on Amalgam Fillings, National Council Against Health Fraud
- Composite Fillings - Tooth-Colored Fillings, الجمعية الأمريكية لطب الأسنان
- Dental Devices, إدارة الغذاء والدواء
- (http://www.listserv.dfn.de/archives/amalgam.html AMALGAM Archives at Listserv.dfn.de] (Forum)
- setting reaction